# Podiasa chiococcella
Podiasa chiococcella är en fjärilsart som beskrevs av August Busck 1900. Podiasa chiococcella ingår i släktet Podiasa och familjen spinnmalar. Inga underarter finns listade i Catalogue of Life.